# Хвас Юлія Володимирівна
Ю́лія Володи́мирівна Хвас (30 квітня 1984, м. Любомль, Любомльський район Волинської області) — українська філологиня, вчителька, краєзнавиця та поетеса, членкиня Національної спілки письменників України (з 2014). Редакторка та упорядниця літературно-мистецького альманаху «Променади Любомля».

## Життєпис
Юлія Хвас народився 30 квітня 1984 року у м. Любомль Любомльського району Волинської області.
Навчалась у Любомльській школі № 1, яку закінчила зі срібною медаллю. Вищу освіту здобула у Волинському державному університеті імені Лесі Українки (нині — Волинський національний університет імені Лесі Українки) за фахом флолога. Входила до складу літературної студії творчої молоді «Лесин кадуб» (в той час керівником був Йосип Струцюк).
Літературною творчістю почала займатись в дитинстві. Почала публікуватися в Любомльській районній газеті «Наше життя», а згодом перемагала на обласних та всеукраїнських літературних конкурсах.
Завершивши навчання у Волинському національному університеті імені Лесі України у 2006 році, стала працювати як науковий співробітником в Любомльському краєзнавчому музеї, де пропрацювала 13 років.
У 2014 році стала членкинею Волинської обласної організації Національної спілки письменників України. Також входить до літературно-мистецького клубу «Хвилі Світязя» У 2013 році брала участь у Всеукраїнській нараді молодих літераторів у селищі Ворзель Київської області.
Нині працює вчителькою в Любомльському ліцеї № 3, з 2012 року проводить роботу секції «літературна творчість» Любомльської філії Малої академії наук України.
Твори друкували у виданнях: «Дніпро», «Київська Русь», «Літературна Україна», альманасі «Терен» та у колективних збірках «13х13», «Мережані коралі», а також у виданні «Бандерштатна антологія» (2015)
Станом на 2019 рік проживала у м. Любомль Волинської області. Займалася краєзнавчими дослідженнями, була активною громадською журналісткою Любомльської районної газети «Наше життя».
Також Юлія Хвас була упорядницею та редакторкою альманаху «Променади Любомля». У 2017 році вийшли 2 видання цього альманаху.
Юлія Хвас брала участь у публічних подіях із читання і презентації творів у Волинській області, у благодійній акції зі збору книжок для дітей воїнів АТО до дня Святого Миколая.

## Відзнаки
- Переможниця III літературний конкурс «Неповторність» Волинської обласної універсальної наукової бібліотеки (2006)[11][2]
- Переможниця рейтингового конкурсу «Людина року Любомльщини» Любомльської районної газети «Наше життя» у номінації «Творча особистість» 2019 року[3]

## Родина
Юлія Хвас має сина Станіслава.

## Рекомендована література
- Струцюк Й. Барвиста амплітуда / Й. Струцюк // Події — в анфас, а постаті — в профіль: есеї, статті, рецензії, кіносценарії, радіоп'єси / Й. Струцюк. — Луцьк: Твердиня, 2011. — С. 268—270. — Рец. на кн. : Хвас Ю. Поділюся кольором з квітами.
- Хвас Юлія — поетеса. Національна спілка письменників України : Біобібліографічний довідник / Головн. ред. Василь Клічак. — К. : Український письменник, 2023. — 1008 с., — ISBN 978-966-579-571-1., сторінка 56.